# Gran Retirada (Serbia)
La Gran Retirada, también conocida en la historiografía serbia como el Gólgota albanés(en serbio: Албанска голгота/Albanska golgota), fue una retirada estratégica del Ejército Real de Serbia, que marcó el final de la segunda campaña serbia de la Primera Guerra Mundial.
Alemania, Austria-Hungría y Bulgaria emprendieron a fines de octubre de 1915 una gran ofensiva sincronizada contra Serbia. Ese mismo mes, Francia y el Reino Unido desembarcaron cuatro divisiones en Salónica, pero no pudieron avanzar hacia el norte para socorrer a su aliado serbio, superado por los invasores y atrapado entre las fuerzas de estos. Los serbios se retiraron lentamente hacia el sur con la intención de replegarse a Macedonia para unirse a las unidades aliadas, pero, después de que el ejército búlgaro impidiera el avance francés por el valle del Vardar y ante la falta de auxilio de Grecia, hubieron de abandonar la llanura de Kosovo ante el avance convergente de las columnas austrohúngaras, alemanas y búlgaras; les quedaban pocas opciones para escapar al cerco de estas.
El Gobierno y el alto mando decidieron el 23 de noviembre de 1915 retirarse a través de las montañas de Montenegro y Albania; esperaban llegar a la costa adriática y ser rescatados por barcos aliados. La retirada llevó a los restos del ejército junto con el rey, cientos de miles de refugiados civiles y prisioneros de guerra, por algunos de los terrenos más accidentados de Europa, en pleno invierno, con condiciones meteorológicas adversas, carreteras traicioneras y sometidos a las incursiones enemigas. Entre noviembre de 1915 y enero de 1916, durante el trayecto por las montañas, 77 455 soldados y 160 000 civiles murieron congelados o perecieron de hambre o de enfermedades o a manos del enemigo. Los pilotos austriacos utilizaron la nueva tecnología, la aviación, para lanzar bombas sobre las columnas en retirada en lo que se ha llamado «el primer bombardeo aéreo de civiles».
De las cuatrocientas mil personas que emprendieron el viaje, solo ciento veinte mil soldados y sesenta mil civiles alcanzaron la costa del Adriático y fueron evacuados por barcos aliados a la isla de Corfú, donde se estableció un Gobierno serbio en el exilio encabezado por el príncipe regente Alejandro y Nikola Pašić. Once mil serbios más murieron posteriormente de las enfermedades, desnutrición o hipotermia que les habían aquejado en la retirada.

## Antecedentes

### La campaña serbia

Ofensiva de los Imperios Centrales contra Serbia en octubre de 1915

Austria-Hungría, el segundo país más grande de Europa, declaró la guerra a Serbia el 28 de julio de 1914, un mes después del asesinato del archiduque austríaco Francisco Fernando. Cinco meses después y tras tres intentos infructuosos de conquista, la monarquía de los Habsburgo quedó humillada por «los regimientos campesinos de un pequeño reino balcánico». Francisco Fernando no había sido vengado, y el imperio había perdido el doble de hombres que Serbia. El golpe al prestigio de los Habsburgo fue incalculable y Serbia obtuvo la primera victoria aliada de la Primera Guerra Mundial.
A principios de 1915, el jefe del Estado Mayor alemán, Von Falkenhayn, convenció a su homólogo austrohúngaro, Von Hoetzendorf, de que intentasen nuevamente invadir Serbia. Bulgaria firmó un tratado de alianza con Alemania en septiembre y movilizó su ejército rápidamente. El 6 de octubre de 1915, los ejércitos alemán y austrohúngaro a las órdenes del mariscal de campo August von Mackensen atacaron Serbia desde el norte y el oeste, con la intención de atraer a la mayor parte de las fuerzas serbias hacia el Sava y el Danubio.
Los búlgaros comenzaron a arremeter contra las posiciones fronterizas serbias el 11 de octubre, sin declarar previamente la guerra al reino vecino. La declaración se hizo finalmente tres días después, el 14 de octubre; los ejércitos primero y segundo, a las órdenes del general Boyadzhiev, penetraron en la región de Timok, en el noreste de Serbia, con el objetivo de cortar la vital línea férrea que, desde Salónica, subía por el valle del Vardar y del Morava, y por la que Serbia podía obtener refuerzos y munición para la artillería. Los ejércitos búlgaros contaban casi con trescientos mil soldados, por lo que superaron pronto a las débiles unidades enemigas dispuestas a lo largo de la frontera. El ejército serbio tenía doscientos cincuenta mil soldados, gran parte de los cuales estaban ya enfrascados en los combates en el norte con los trescientos mil alemanes y austriacos que habían invadido el país. Por añadidura, más tropas austriacas empezaron poco después a avanzar desde Dalmacia.
El alto mando serbio tenía que defender un largo frente de mil doscientos kilómetros contra frente a tres ejércitos, sin gran apoyo de los Aliados, por lo que optó por replegar sus fuerzas hacia Kragujevac y Niš. El 6 de noviembre, el Primer Ejército búlgaro tomó contacto con el Undécimo Ejército alemán del general Gallwitz en las cercanías de Niš y el 10 de noviembre las dos unidades cruzaron el Morava unos veintinueve kilómetros río arriba de la ciudad, para acometer seguidamente al enemigo. El ejército serbio, muy inferior en número, defendió tenazmente Prokuplje durante dos días, pero finalmente tuvo que retirarse. La presión de los austrohúngaros, los alemanes y el Primer Ejército búlgaro en el norte y el Segundo Ejército búlgaro que avanzaba desde el este obligaron a los serbios a replegarse en dirección suroeste, hacia Kosovo.

## Preludio a la retirada general: la hoya de Kosovo
Los ejércitos serbios alcanzaron Pristina a mediados de noviembre, perseguidos por el enemigo; el Segundo Ejército búlgaro impidió que se abriesen paso a través del desfiladero de Kačanik, cerca de Skopie, para llegar a Salónica y entrar en contacto con las tropas francesas del general Sarrail. El objetivo de Mackensen era arrinconar a los serbios en la comarca de Kosovo y obligarlos a librar una batalla decisiva que pusiese fin a la campaña.

Líneas del frente serbio en octubre y noviembre de 1915.

La interrupción de las comunicaciones entre Niš, Skopie y Salónica y el consiguiente aislamiento entre el mando serbio y los demás Aliados dejaron al ejército serbio en una situación sumamente crítica. El mariscal de campo Putnik comenzó a concentrar sus tropas con el fin de asegurar el acceso a la meseta de Gnjilane conocida como el «Campo de los mirlos».
La Fuerza Aérea austriaca, que hasta entonces había proporcionado apoyo aéreo al ejército austrohúngaro y facilitado las comunicaciones entre el Undécimo Ejército alemán y el Primero búlgaro, comenzó a utilizar aviones de reconocimiento para llevar a cabo misiones de bombardeo en la llanura de Kosovo, arremetiendo contra las columnas de refugiados, tanto contra los soldados como contra los civiles, en lo que se ha descrito como «el primer bombardeo aéreo de civiles». Albaneses hostiles a los serbios los atacaron con métodos guerrilleros y aniquilaron destacamentos débiles, en venganza por la represión que habían sufrido tras la entrega de la provincia por parte del Imperio otomano a Serbia y Montenegro dos años antes.
El ejército búlgaro en su conjunto, apoyado desde el norte por parte del Undécimo Ejército alemán, avanzó entonces contra los serbios. Justos se apoderaron de Pristina y Mitrovica tras reñidos combates el 23 de noviembre; el Gobierno serbio abandonó entonces Prizren, la última capital temporal del reino antes de partir al exilio.
Los mandatarios serbios sopesaron tres opciones: capitular y firmar una paz separada; librar una batalla final de aniquilación, considerada una salida honorable pero desesperada; y continuar replegándose. Pronto se descartó la primera y finalmente se optó por la última: el Gobierno serbio que presidía Nikola Pašić, el príncipe regente Alejandro y el alto mando encabezado por el mariscal de campo Radomir Putnik decidieron ordenar una retirada general y seguir luchando desde el exilio. La única vía de escape posible estaba al suroeste y noroeste, por las imponentes cadenas montañosas de Korab y Prokletije en Albania y Montenegro, parte de los Alpes dináricos, una región cuya altitud media es de más de 1800 m, que habrían de cruzarse cuando ya había empezado a nevar en la zona. El Gobierno serbio planeó reformar luego el ejército con la colaboración de los demás Aliados.
El vaivoda Putnik ordenó el 23 de noviembre a las fuerzas serbias que agotaran las últimas municiones de artillería y luego enterraran los cañones, llevándose consigo las recámaras y las miras; si era imposible enterrar las armas, debían inutilizarse. También ordenó que todos los niños cercanos a la edad militar, de doce a dieciocho años, treinta y seis mil en total, siguiesen al ejército y participasen en la retirada; el objetivo era evitar que cayesen en poder del enemigo y que pudiesen servir en las futuras operaciones militares. El alto mando serbio publicó la orden oficial de retirada dirigida a los jefes de todos los ejércitos el 25 de noviembre de 1915:

La única salida para esta grave situación es la retirada a la costa adriática. Allí nuestro ejército se podrá reorganizar, recibir víveres, armas, municiones, ropa y todo lo necesario, que nos enviarán nuestros aliados y de nuevo seremos un elemento importante para ellos. La nación no ha perdido su ser, seguirá existiendo incluso en tierra extranjera, mientras su soberano, el Gobierno y el ejército subsistan, sin importar la fuerza que conserve este.
Alto mando serbio

## Retirada

Ejes de la retirada del ejército serbio a través de Montenegro y Albania

El ejército serbio se dividió en tres columnas que se dirigieron hacia las montañas de Albania y Montenegro, perseguidas por la Décima Brigada de Montaña austrohúngara y por el Cuerpo Alpino alemán. El escaso ánimo del ejército mejoró por la presencia del rey Pedro I, enfermo y de setenta y un años, que había cedido el poder el 14 de junio a su hijo el príncipe Alejandro, que gobernaba en calidad de regente; el anciano rey participó en el repliegue hacia la costa. El soberano, que estaba casi ciego, viajó por las montañas montado en una carreta tirada por bueyes. Para evadir el cerco final del general Mackensen, el ejército serbio y la multitud de civiles que huían de las matanzas perpetradas por las tropas austrohúngaras se retiraron por tres rutas, que convergían en el lago de Escútari, en la frontera entre Albania y Montenegro y punto desde el que luego marcharían hasta el Adriático.
Essad Bajá Toptani, dirigente albanés, exgeneral otomano aliado serbio y la única autoridad central que quedaba en Albania, brindó protección donde pudo, pues no controlaba todo el país. Allá donde tenía autoridad, sus gendarmes ayudaron a las tropas serbias en retirada, pero, en los territorios del norte, las tribus y los irregulares albaneses acometieron repetidamente a los serbios.Tallon, 2014, p. 450 Las brutales acciones de las tropas serbo-montenegrinas en la primera guerra de los Balcanes hicieron que muchos de los lugareños deseasen vengarse de los soldados que se retiraban por los pasos de montaña y se entregasen a los asesinatos y el saqueo.

### Columna septentrional
La columna septentrional cruzó el sur de Montenegro, desde Peć hasta Escútari, pasando por Rožaje, Andrijevica y Podgorica.

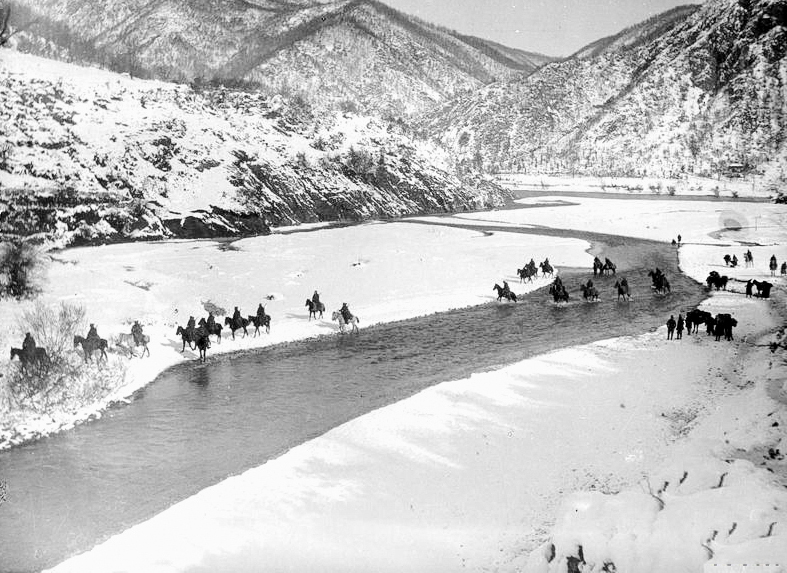
Caballería serbia cruzando el río Drin

El grupo lo componían los ejércitos Primero, Segundo y Tercero y las tropas de defensa de Belgrado. Era la columna con más tropas y también incluía una unidad médica móvil llamada «el primer hospital de campaña serbo-inglés», con dos médicos, seis enfermeras y seis conductores de ambulancia. La unidad la encabezaba la enfermera británica y mayor del Ejército Mabel Stobart. El Primer Ejército debía organizar el repliegue a Andrijevica, para lo que ocupó posiciones en Rožaje. Los miembros de los Hospitales de Mujeres Escocesas para el Servicio Exterior destacadas en Serbia también siguieron esta ruta, a veces junto a la tropa.

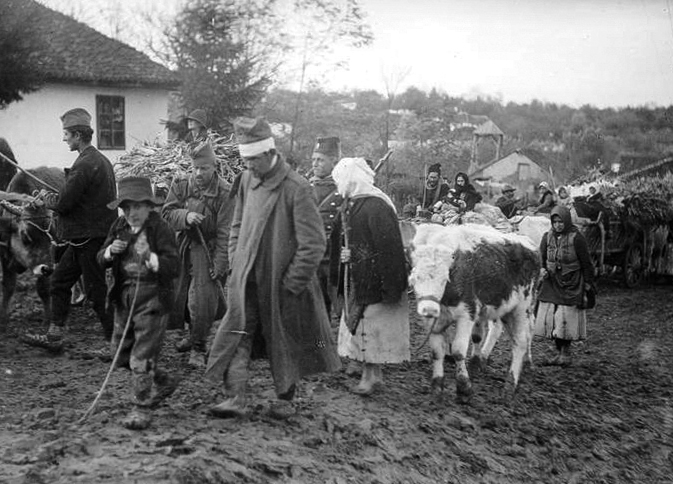
Soldados y civiles serbios durante la retirada invernal hacia la costa

La misión de las tropas de defensa de Belgrado era cubrir la retirada del Ejército de Timok mientras éste no hubiera emprendido la retirada, para replegarse luego a su vez. Debido a esto, la columna septentrional retrasó la partida de Peć hasta el 7 de diciembre.
La columna recorrió la zona fronteriza entre Montenegro y Albania, de noroeste a suroeste, bordeando la raya albanesa, atravesando montañas cubiertas de nieve; el hambre, la intemperie y las enfermedades mataron a miles de soldados y civiles serbios, así como a los prisioneros de guerra que los acompañaban.
Oficiales serbios y artilleros destacados en Montenegro entregaron más de treinta cañones al ejército montenegrino. Las fuerzas montenegrinas desempeñaron un papel crucial en la protección de la retirada serbia, sobre todo frente a los austrohúngaros en la batalla de Mojkovac. La vanguardia de la columna septentrional alcanzó Escútari el 15 de diciembre.

### Columna central

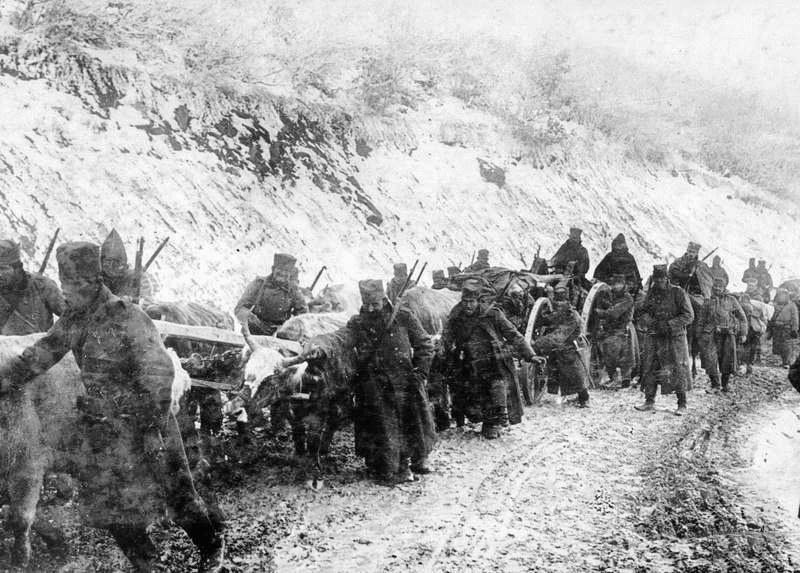
Artillería serbia en retirada

La columna central se encaminó por el centro de Kosovo y atravesó el norte de Albania desde Prizren a Escútari pasando por Lum y Pukë. En ella viajaban el rey, el príncipe heredero, los principales funcionarios de la Administración y el alto mando del Ejército. Por su parte, las tropas que se retiraban desde Macedonia cruzaron el Puente del Visir y prosiguieron con rumbo al oeste, hasta alcanzar Alessio. La División Timok también siguió hacia el sur y luego hacia el oeste a través de Albania hasta alcanzar Dirraquio. Aunque tenía la ruta más corta hasta el mar, encontró cierta resistencia al avance por parte de los albaneses hostiles.
El regente Alejandro cruzó el país en tan solo dos días y medio y el Gobierno serbio partió el 24 de noviembre y llegó a Escútari cuatro días después. Los oficiales del alto mando que acompañaban al jefe del Estado Mayor, Radomir Putnik, tardaron más: partieron el 26 de noviembre y llegaron a Escútari el 6 de diciembre.

### Columna meridional

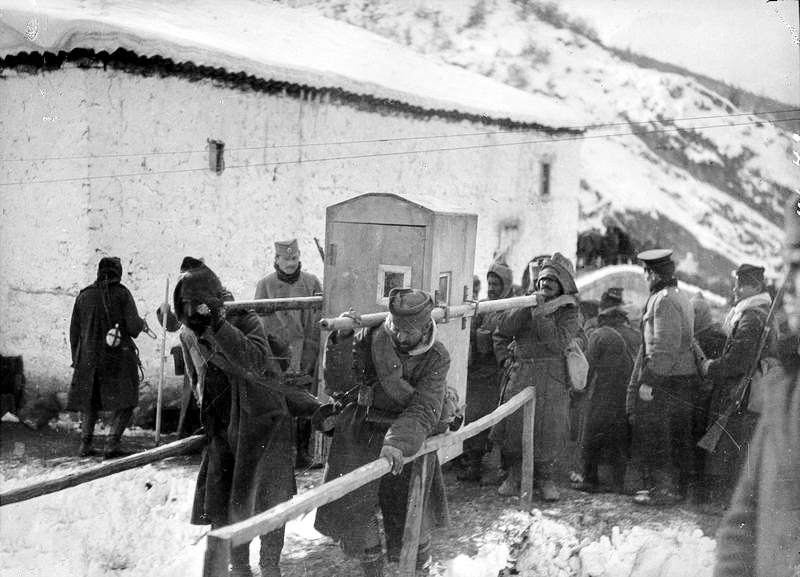
El jefe del Ejército serbio, Radomir Putnik. llevado en parihuelas durante la retirada por las montañas. Enfermo, falleció en el exilio.

La columna meridional partió de Prizren hacia Lum y luego cruzó las montañas albanesas hasta Debar y Struga. Fue la primera en ponerse en marcha, pero la última en llegar a la costa. La ruta sur era la que tenía más facilidad para entrar en contacto con el Ejército de Oriente de Sarrail. El Cuartel General había pedido a los jefes de las unidades que componían esta columna que se mantuvieran en constante comunicación telegráfica, pero desde el primer día de la operación se vio que esto era imposible. La orografía impedía otro medio de comunicación, por lo que los jefes de estas unidades quedaron abandonados a su suerte durante toda la operación.
Todas las tropas que formaban este grupo quedaron a las órdenes del jefe del Ejército de Timok. La columna partió el 25 de noviembre y avanzó hacia el sur hasta Elbasan. Por el camino hubo de lidiar con la resistencia albanesa y el hostigamiento búlgaro; el 10 de diciembre, los búlgaros atacaron posiciones serbias a lo largo de la cresta de la cordillera de Jablanica. Los búlgaros alcanzaron Struga antes que los serbios, lo que obligó a la columna a dividirse: parte viró hacia el suroeste y avanzó a lo largo de la costa albanesa hasta Valona; otra parte cruzó Tirana camino de Dirraquio, al que llegó el 21 de diciembre.

## Evacuación

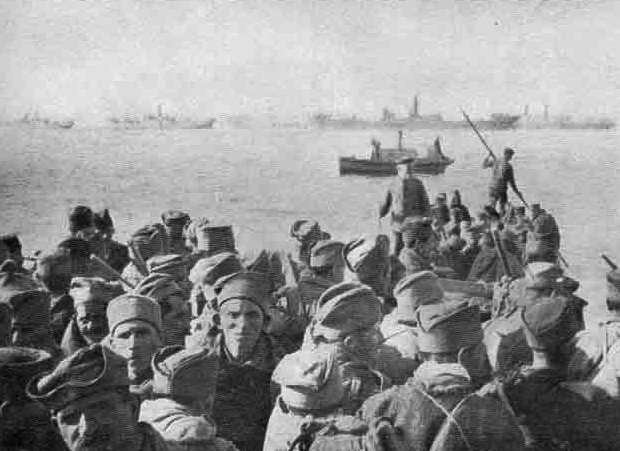
Tropas serbias evacuadas a Corfú a finales de 1915 o comienzos de 1916

Ya el 20 de noviembre, Pašić había enviado un mensaje urgente a los aliados de Serbia, pidiéndoles que les enviaran abastos, en particular víveres, a los puertos del Adriático, pero, cuando las columnas septentrional y central llegaron a Escútari no encontraron los barcos que esperaban. Francia y el Reino Unido sí habían enviado alimentos, pero estos se hallaban aún en Brindís, en Italia. El temor a los submarinos había hecho que los italianos únicamente enviasen unos pocos barcos a la zona; un convoy enviado a Escútari anteriormente había sido destruido por la armada austrohúngara. Algunos suministros sí que habían desembarcado en Dirraquio, a sesenta kilómetros de distancia, por lo que las columnas de tropas y refugiados no tuvieron más remedio que continuar la marcha hacia el sur.
Finalmente, se tomó la decisión de evacuar al ejército serbio y a los civiles que lo acompañaban a la isla griega de Corfú, ocupada por los franceses, y a Bizerta, en el Túnez francés. Esta decisión, tomada principalmente por franceses y británicos, se llevó cabo sin consultar con las autoridades griegas. Los aliados enviaron navíos y la evacuación comenzó el 15 de enero; el embarque se hizo desde tres puertos: San Juan de Medua, Dirraquio y Valona. En total, se emplearon en la evacuación cuarenta y cinco transportes italianos, veinticinco franceses y once británicos, que hicieron doscientos dos, ciento uno y diecinueve travesías, respectivamente. El duque de los Abruzzos y el vicealmirante Emanuele Cutinelli Rendina, jefe de las fuerzas navales italianas en el sur del Adriático (con sede en Brindís), recibieron el encargo de planear la evacuación por mar; se decidió que los barcos mayores recogerían a las tropas en Dirraquio y Valona, mientras que los menores se emplearían en San Juan de Medua. El contralmirante Guglielmo Capomazza supervisó la evacuación en Valona.
El 14 de enero, el Gobierno serbio, los ministros y los miembros del cuerpo diplomático subieron a bordo de un buque italiano, el Citta di Bari, con destino a Brindís. El alto mando serbio y el regente Alejandro fueron evacuados a Corfú el 6 de febrero; a la isla habían llegado alrededor de ciento veinte mil evacuados el 15 de febrero, número que aumentó hasta los ciento treinta y cinco mil diez días después. Otros diez mil fueron trasladados a Bizerta casi simultáneamente. Los italianos se hicieron cargo de la mayoría de los prisioneros austrohúngaros y los despacharon a la isla deshabitada de Asinara (frente a las costas de Cerdeña). Otros cinco mil refugiados, en su mayoría mujeres, niños y ancianos, fueron llevados a Córcega, acompañados por miembros del Fondo de Ayuda a Serbia y del hospital militar de Mujeres Escocesas.
La mayoría de las tropas serbias habían sido evacuadas para el 19 de febrero. La división de caballería fue la última en embarcarse, el 5 de abril de 1916, y con ello se dio por terminada la operación.

## Consecuencias

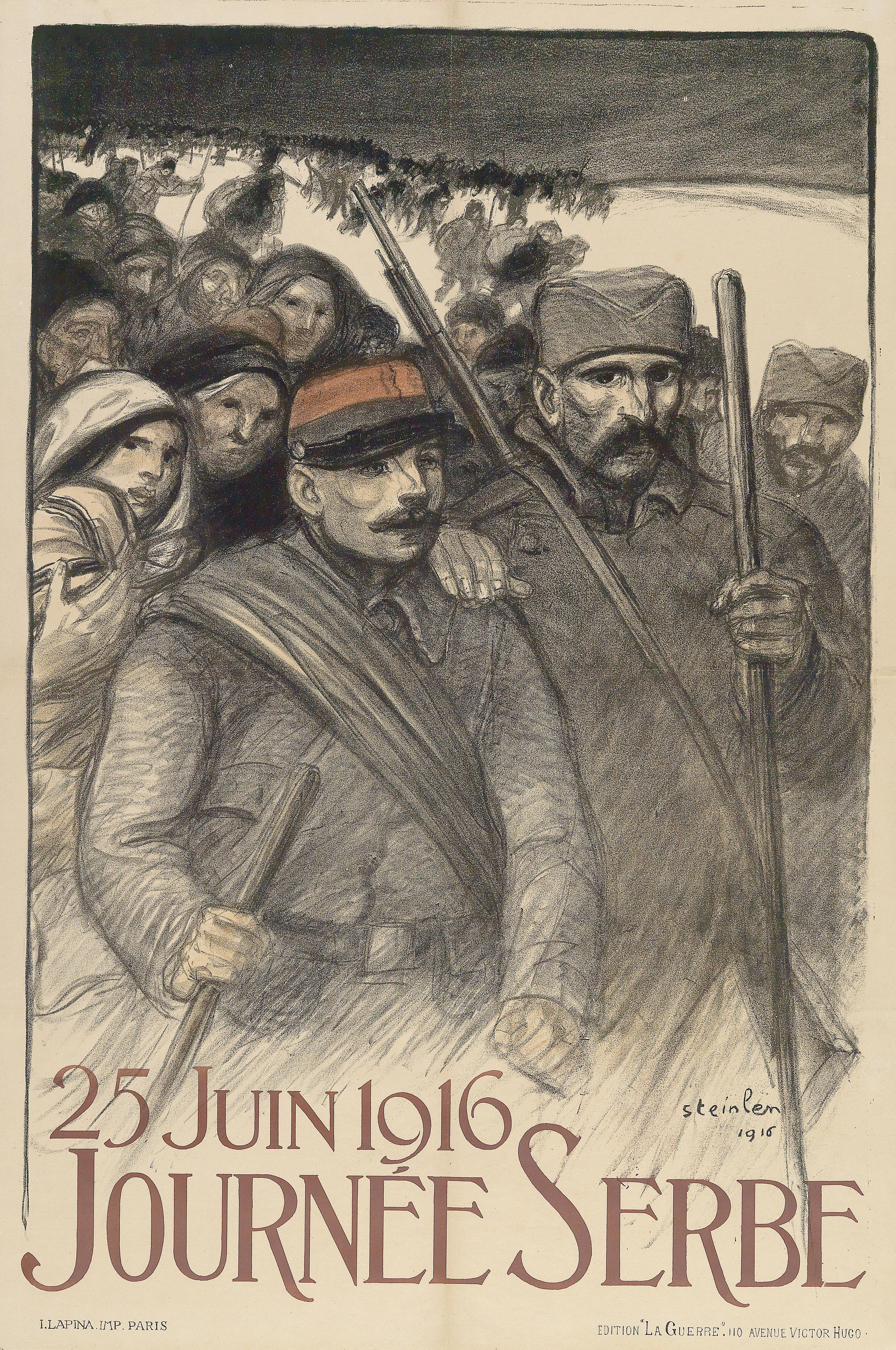
Día de Serbia, organizado en París en beneficio del Fondo de Ayuda a Serbia el 25 de junio de 1916. Cartel de Théophile Alexandre Steinlen

Según las estadísticas oficiales de 1919, 77 455 soldados serbios murieron y 77 278 fueron dados por desaparecidos en la retirada. La peor suerte la corrió la columna meridional: aproximadamente treinta y seis mil jóvenes, algunos de tan solo doce años y otros que debían haber ingresado a filas en 1916, habían participado en la operación por orden de las autoridades militares; unos veintitrés mil de ellos perecieron en el trayecto en menos de un mes.
Se calcula que únicamente sobrevivieron sesenta mil de los doscientos veinte mil civiles que partieron hacia la costa del Adriático desde Kosovo junto a las tropas. Miles de los supervivientes perecieron luego a causa de la fatiga de las semanas de marcha, pese a haber sido rescatados por los buques aliados. La roca que cubre gran parte de Corfú dificulta la excavación de tumbas, por lo que gran parte de los muertos fueron simplemente lanzados al mar. Se calcula que los cadáveres entregados a las aguas fueron unos cinco mil. Las aguas en torno a la isla jónica de Vido se conocen como «el cementerio azul» (en serbocroata, plava grobnica) por los cadáveres que los navíos franceses sepultaron en ellas durante la evacuación. El mariscal de campo Putnik viajó a Francia para recibir tratamiento médico, donde murió al año siguiente. Cerca de cinco mil refugiados serbios, en su mayoría mujeres y niños, fueron recogidos en Albania y enviados a Córcega; los atendió el personal del hospital militar de Mujeres Escocesas, que los había acompañado en el periplo hasta la costa merced a la financiación del Serbian Relief Fund (Fondo de Socorro Serbio), con sede en Londres. Muchos de los jóvenes que sobrevivieron a la retirada fueron despachados a Francia y el Reino Unido para recibir educación.
Serbia fue dividida en dos zonas de ocupación militar: la austrohúngara y la búlgara. La primera (formada por la Serbia septentrional y central) quedó sometida a la autoridad del Gobierno General Militar de Serbia, con sede en Belgrado. En el territorio ocupado por los búlgaros, se estableció un gobierno militar con centro en Niš. Tanto el régimen de ocupación austríaco como el búlgaro fueron muy duros; la población fue sometida a diversas medidas de represión: internamiento de gran número de personas, trabajos forzados, campos de concentración para opositores políticos, hambruna, programa de desnacionalización y bulgarización. Kosovo se dividió en dos zonas de ocupación austrohúngaras: Metojia pasó a depender del Gobierno militar austrohúngaro de Montenegro, mientras que otra parte más pequeña, con Mitrovica y Vucitrn, se integró en el territorio del Gobierno militar austrohúngaro de Serbia. No obstante, la mayor parte de Kosovo (Pristina, Prizren, Gnjilane, Urosevac, Orahovac) se incluyó en la Región militar búlgara de Macedonia.
Más de ciento diez mil soldados serbios fueron trasladados a Salónica en 1916, donde se unieron al ejército aliado después de que Grecia entrara en guerra; unas seis divisiones de infantería y una división de caballería serbias, que llevaban el nombre de regiones y ríos de su tierra natal, volvieron al combate; desempeñaron un papel clave en el avance en el frente macedonio en septiembre de 1917 y en la liberación de Serbia un año después.
La retirada se considera una de las mayores tragedias en la historia serbia. Se la denomina, utilizando simbolismo bíblico, el «Gólgota albanés», un sacrificio sagrado al que siguió la «resurrección» nacional con la victoria final en la contienda.